# 秋田県の県道一覧
秋田県の県道一覧（あきたけんのけんどういちらん）は、秋田県を通る県道の一覧である。

## 主要地方道

### 1 - 73
1. 秋田県道1号盛岡横手線（岩手県道と共通。秋田県内は国道107号と重複。）（昭和56年までは大鰐小坂十和田線に割当、国道282号に昇格。）
2. 秋田県道2号大館十和田湖線（通称『樹海ライン』）
3. 秋田県道3号二ツ井森吉線
4. 秋田県道4号能代五城目線
5. （欠番・かつては能代男鹿線、国道101号と秋田県道54号に再編統合）[要出典]
6. （欠番・かつては秋田男鹿線、国道101号と秋田県道56号に再編統合）[要出典]
7. （欠番・かつては男鹿公園線、国道101号と秋田県道55号に再編統合）
8. （欠番・1974年（昭和49年）までは十和田角館線）
9. 秋田県道9号秋田雄和本荘線
10. 秋田県道10号本荘西仙北角館線
11. 秋田県道11号角館六郷線
12. 秋田県道12号花巻大曲線（岩手県道と共通、岩手県境部未供用[1]）
13. 秋田県道13号湯沢雄物川大曲線
14. （欠番・平成6年に現在の県道1号に番号替え）
15. 秋田県道15号秋田八郎潟線（秋田市・南秋田郡五城目町境界未供用[1]）（昭和51年までは水沢十文字線に割当、国道342号と県道16号に再編）
16. （欠番・昭和56年までは横手住田線、国道397号に昇格）（昭和51年までは一ノ関横手線、秋田県道15号（水沢十文字線）と再編統合し改名）
17. （欠番・昭和56年までは湯沢築館志津川線、国道398号に昇格）
18. （欠番・かつては新庄真室川雄勝線）
19. （欠番・かつては五戸十和田湖線、国道454号に昇格）
20. （欠番・かつては十和田湖畔線、国道454号に昇格）
21. 秋田県道21号大館停車場線
22. 秋田県道22号比内大葛鹿角線（旧路線名・比内宮川線）
23. 秋田県道23号大更八幡平線（通称『八幡平アスピーテライン』、と岩手県道共通、以前は有料道路、旧路線名・西根八幡平線）（昭和56年までは比内小森線に割当、国道285号に昇格）
24. 秋田県道24号鷹巣川井堂川線
25. 秋田県道25号秋田港線
26. 秋田県道26号秋田停車場線（通称『広小路』『竿燈大通り』『山王大通り』、一方通行区間あり）
27. （欠番・かつては秋田空港線（旧・秋田空港））
28. 秋田県道28号秋田岩見船岡線（大仙市との境界部未供用[1]）・支線あり
29. 秋田県道29号横手大森大内線
30. 秋田県道30号神岡南外東由利線（旧路線名・神岡坂部横渡線）
31. 秋田県道31号横手停車場線
32. 秋田県道32号仁賀保矢島館合線
33. （欠番・かつては湯沢下笹子線、国道398号と県道57号に再編統合）[要出典]
34. 秋田県道34号羽後向田館合線
35. （欠番・平成5年までは協和松ヶ崎線、国道341号に昇格）
36. 秋田県道36号大曲大森羽後線
37. 秋田県道37号琴丘上小阿仁線
38. 秋田県道38号田沢湖西木線
39. （欠番・秋田県道23号に番号替え）
40. 秋田県道40号横手東成瀬線
41. 秋田県道41号秋田昭和線（都市計画道路・横山金足線と一部重複）
42. 秋田県道42号男鹿八竜線
43. 秋田県道43号本荘西目線
44. 秋田県道44号雄和岩城線
45. （欠番・昭和58年から平成6年までは秋田県道45号河辺雄和線、秋田県道61号に再編統合）　[要出典]
46. 秋田県道46号秋田空港線
47. （欠番・昭和58年から平成6年までは秋田県道47号琴丘男鹿公園線、国道101号と秋田県道54号に再編統合）
48. 秋田県道48号横手東由利線
49. 秋田県道49号本荘大内線
50. 秋田県道50号大曲田沢湖線

1. 秋田県道51号湯沢栗駒公園線（通称『こまち湯っくりロード』、冬期閉鎖区間あり）
2. 秋田県道52号比内田代線
3. （欠番。昭和58年制定、平成6年に県道73号に番号替え）
4. 秋田県道54号男鹿琴丘線
5. 秋田県道55号入道崎寒風山線
6. 秋田県道56号秋田天王線（起点から土崎臨海十字路交差点間は旧国道7号）・支線あり
7. 秋田県道57号十文字羽後鳥海線
8. 秋田県道58号象潟矢島線
9. 秋田県道59号男鹿半島線
10. 秋田県道60号田沢湖畔線
11. 秋田県道61号秋田御所野雄和線（通称『あきたびライン』・『秋田空港アクセス道路』）
12. 秋田県道62号秋田北野田線
  - 秋田中央道路（秋田県道62号のトンネル区間。自動車専用）
13. 秋田県道63号常盤峰浜線
14. 秋田県道64号能代二ツ井線
15. 秋田県道65号寺内新屋雄和線（都市計画道路・新屋豊岩線と重複）
16. 秋田県道66号十二所花輪大湯線
17. 秋田県道67号四ツ屋神岡線
18. 秋田県道68号白沢田代線（冬期閉鎖区間あり）
19. 秋田県道69号本荘岩城線
20. 秋田県道70号鳥海矢島線
21. 秋田県道71号大曲横手線
22. 秋田県道72号秋田北インター線
23. 秋田県道73号雄勝金山線（山形県道と共通、山形県境部未供用[1]）

## 一般県道

### 101 - 200
1. （欠番）
2. 秋田県道102号大館鷹巣線（大館・北秋田両市界部未供用）
3. （欠番・かつては比内田代線、県道52号に番号替え、主要地方道化）
4. 秋田県道104号男鹿昭和飯田川線
5. （欠番・かつては大曲大森線、県道36号に再編統合）
6. （欠番・かつては横手雄物川線、県道48号に再編統合）
7. （欠番・かつては羽後雄物川線、県道36号に再編統合）
8. 秋田県道108号川連増田平鹿線
9. （欠番・県道58号に番号替え、主要地方道化）
10. （欠番・かつては大更停車場八幡平線、県道39号へ再編統合、現・県道23号）
11. 秋田県道111号桂瀬笹館線（北秋田市・大館市境界未供用[1]）
12. 秋田県道112号久保秋田線（南秋田郡五城目町・井川町境界未供用、および井川町地内未供用区間あり[1]）
13. 秋田県道113号淀川北野目線
14. （欠番、かつては神代長野線、県道50号に再編統合）
15. （欠番、かつては長信田千屋大曲線、県道50号に再編統合）
16. 秋田県道116号川西六郷線
17. 秋田県道117号野崎十文字線
18. （欠番・かつては山崎鴻屋十文字線、国道398号と県道57号に再編統合）[要出典]
19. （欠番・かつては金沢二ツ井線、県道317号に番号替えして青森まで延伸、改名）
20. （欠番・かつては湯本加茂船川線、県道59号と国道101号に再編統合）
21. 秋田県道121号入道崎八望台北浦線
22. （欠番・かつては寒風山線、県道59号に再編統合）
23. 秋田県道123号出戸浜停車場出戸浜線
24. 秋田県道124号高岡追分線
25. （欠番、かつては秋田北港線、県道6号→56号と秋田市道に再編統合）
26. 秋田県道126号秋田操車場線
27. 秋田県道127号駒ケ岳線
28. 秋田県道128号田代平大清水線
29. 秋田県道129号杉沢上小阿仁線（南秋田郡五城目町・北秋田郡上小阿仁村境界未供用[1]）
30. （欠番・かつては金浦港線、にかほ市道に降格）
31. 秋田県道131号鳥海公園小滝線（通称『鳥海ブルーライン』、以前は有料道路）
32. （欠番・かつては小坂停車場線）
33. （欠番）
34. （欠番・かつては北ノ股岩谷線、県道69号に再編統合）
35. 秋田県道135号扇田停車場線
36. 秋田県道136号大滝温泉停車場線
37. （欠番・かつては十二所停車場線）
38. （欠番・かつては土深井停車場線）
39. （欠番・かつては末広停車場線）
40. （欠番・かつては十和田南停車場線）
41. （欠番・かつては柴平停車場線）
42. （欠番・かつては陸中花輪停車場線）
43. 秋田県道143号石川向能代線
44. （欠番・かつては鷹巣停車場線、北秋田市道に降格）
45. （欠番・かつては米内沢停車場線、北秋田市道に降格）
46. 秋田県道146号桂瀬停車場線
47. （欠番・かつては阿仁前田停車場線、北秋田市道に降格）
48. （欠番・かつては阿仁合停車場線、北秋田市道に降格）
49. 秋田県道149号土淵杉山田線
50. 秋田県道150号東能代停車場線
51. （欠番・かつては北能代停車場線）
52. （欠番・かつては東八森停車場線）
53. （欠番・かつては八森停車場線）
54. 秋田県道154号椿台小入川線
55. （欠番）
56. （欠番・かつては羽後飯塚停車場線）
57. 秋田県道157号追分停車場線
58. 秋田県道158号二田停車場線
59. 秋田県道159号船越停車場線
60. 秋田県道160号男鹿停車場線
61. 秋田県道161号土崎停車場線
62. 秋田県道162号羽後牛島停車場線
63. （欠番、かつては羽後亀田停車場線、由利本荘市道に降格）
64. 秋田県道164号二井山大森線
65. 秋田県道165号羽後本荘停車場線
66. 秋田県道166号仁賀保停車場線
67. （欠番・かつては金浦停車場線、にかほ市道に降格）[要出典]
68. 秋田県道168号象潟停車場線
69. （欠番・かつては子吉停車場線）
70. （欠番・かつては秋の宮金山線）
71. 秋田県道171号前郷停車場線
72. （欠番・かつては西滝沢停車場線、由利本荘市道に降格）
73. （欠番）
74. （欠番・かつては矢島停車場線）
75. 秋田県道175号和田停車場線
76. 秋田県道176号羽後境停車場線
77. （欠番・かつては峰吉川停車場線、大仙市道に降格）[要出典]
78. 秋田県道178号刈和野停車場線
79. 秋田県道179号神宮寺停車場線
80. （欠番・かつては角館停車場線・仙北市道に降格）[要出典]
81. 秋田県道181号神代停車場線
82. （欠番・かつては秋田県道182号田沢湖停車場線、仙北市道に降格）
83. （欠番・かつては柳田停車場線、横手市道に降格）[要出典]
84. （欠番・かつては下湯沢停車場線、湯沢市道に降格）[要出典]
85. 秋田県道185号湯沢停車場線
86. 秋田県道186号三関停車場線
87. （欠番）
88. （欠番・かつては田山花輪線、県道195号に番号替え）
89. （欠番・かつては大湯花輪線、県道66号に再編統合）[要出典]
90. （欠番・かつては十二所花輪線、県道66号に再編統合）
91. 秋田県道191号根瀬尾去沢線
92. 秋田県道192号釈迦内花岡白沢線
93. （欠番・かつては花岡越山早口線、県道68号に番号替え、主要地方道化）
94. 秋田県道194号西山生保内線（岩手県道と共通、岩手県境部未供用[1]）
95. 秋田県道195号田山花輪線（岩手県道と共通。冬期閉鎖区間あり）
96. 秋田県道196号坊沢鷹巣線
97. 秋田県道197号木戸石鷹巣線
98. 秋田県道198号揚の下岩脇線
99. （欠番・かつてはきみまち坂藤里峡公園線、県道322号に番号替え、現・きみまち阪公園素波里湖線）
100. 秋田県道200号矢坂糠沢線（山本郡藤里町・北秋田市境界の北秋田市側未供用[1]）

### 201 - 300
1. （欠番・かつては常盤目名潟線、県道63号に再編統合）[要出典]
2. 秋田県道202号小滝二ツ井線
3. 秋田県道203号高屋敷茶屋下線
4. （欠番・かつては茶屋下能代線、県道64号に番号替えして改名、主要地方道化）
5. 秋田県道205号富根能代線
6. 秋田県道206号山谷富根停車場線
7. （欠番・かつては鳥屋場扇田線、能代市道に降格）
8. （欠番）
9. 秋田県道209号塙川能代線
10. 秋田県道210号金光寺能代線
11. 秋田県道211号金光寺鵜川線
12. 秋田県道212号森岳鵜川線
13. （欠番・かつては小滝阿仁前田停車場線、県道309号に再編）
14. 秋田県道214号福館阿仁前田線（通称『くまげらエコーライン』、冬期閉鎖区間あり）
15. 秋田県道215号屋布沖田面線
16. （欠番・かつては打当阿仁線、県道308号に再編）
17. 秋田県道217号森岳鹿渡線
18. （欠番・かつては萩形琴丘線、現在の県道37号と県道129号に再編）
19. 秋田県道219号三倉鼻五城目線
20. 秋田県道220号真坂五城目線
21. （欠番・かつては五城目八郎潟停車場線、県道15号に再編）
22. （欠番・かつては今戸飯田川線、潟上市道・井川町道に降格）
23. （欠番・かつては潟西船越線、県道42号と県道304号に再編）
24. （欠番・かつては潟西北浦線、県道47号と県道304号への再編を経て、国道101号・県道54号・県道304号に再編）
25. （欠番・かつては入道崎北浦線、県道7号を経て県道55号に再編）
26. 秋田県道226号脇本脇本停車場線
27. （欠番・かつては五城目北の又秋田線、県道15号に再編）
28. 秋田県道228号北の又井川線（南秋田郡五城目町・井川町境界未供用[1]）
29. 秋田県道229号古井内大久保停車場線
30. （欠番・かつては大久保秋田線、県道41号に再編）
31. 秋田県道231号上新城土崎港線
32. 秋田県道232号太平山八田線
33. 秋田県道233号土崎港秋田線
34. （欠番・かつては新屋土崎港線、県道56号に再編統合部分と市道降格部分あり）[要出典]
35. （欠番・かつては古野牛島線、秋田市道に降格）
36. （欠番・かつては和田秋田線、県道61号と県道62号に再編）
37. （欠番・かつては岩見三内和田線、県道308号に再編）
38. （欠番・かつては和田御所野線、県道61号と秋田市道に再編）
39. （欠番・かつては種平新屋線、県道301号を経て県道65号に再編）
40. 秋田県道240号川添下浜停車場線
41. （欠番・かつては相川道川線、改名、主要地方道化、県道44号に番号替え）
42. （欠番・かつては淀川河辺線、改名、主要地方道化、県道45号を経て県道61号と県道62号に再編）
43. （欠番・かつては淀川荒川線、県道35号を経て国道341号に昇格）
44. 秋田県道244号強首峰吉川線
45. （欠番・かつては潟尻石上線、県道60号に番号替えして改名、主要地方道化）
46. （欠番・かつては春山松葉線、現・県道38号）
47. 秋田県道247号相内潟潟野線
48. 秋田県道248号春山田沢線
49. （欠番・かつては西山生保内線、県道194号に番号替え）
50. 秋田県道250号日三市角館線
51. （欠番）
52. 秋田県道252号水沢西仙北線
53. 秋田県道253号角館長野線（旧路線名・西村長野線）
54. 秋田県道254号土川神岡線
55. （欠番・かつては水木田神岡線、県道67号に番号替えして改名、主要地方道化）
56. 秋田県道256号土川中仙線
57. 秋田県道257号広久内角館停車場線
58. 秋田県道258号白岩角館線
59. 秋田県道259号長信田羽後長野停車場線
60. （欠番・かつては豊岡横沢線、県道50号に再編）
61. 秋田県道261号国見大曲線
62. （欠番・かつては横沢大曲線、県道50号に再編）
63. 秋田県道263号熊堂六郷線
64. （欠番・かつては角間川横手線、県道71号に再編統合）[要出典]
65. 秋田県道265号湯の又前田線
66. 秋田県道266号耳取後三年停車場線
67. 秋田県道267号金沢吉田柳田線
68. （欠番・かつては大沢大森線、県道36号に再編）
69. （欠番、かつては老方沼館線、県道48号に再編）
70. 秋田県道270号浅舞醍醐線
71. 秋田県道271号植田平鹿線
72. 秋田県道272号御所野安田線（旧国道13号）
73. 秋田県道273号外山落合線
74. 秋田県道274号中村上吉野線
75. 秋田県道275号鴻屋梺線
76. 秋田県道276号下開清水線
77. 秋田県道277号西松沢杉沢線（旧国道13号）
78. 秋田県道278号雄勝湯沢線
79. 秋田県道279号稲庭関口線
80. （欠番、かつては須川稲川線、県道51号と県道307号に再編）
81. （欠番、かつては小安高松湯沢線、県道51号に再編）
82. 秋田県道282号仁郷大湯線（旧・栗駒有料道路。冬期閉鎖）
83. （欠番、かつては岩谷岩城線、県道69号に再編）
84. 秋田県道284号楢渕横渡線
85. 秋田県道285号冬師西目線
86. （欠番・かつては田高玉の池線、県道43号に再編）
87. 秋田県道287号南由利原鮎川線
88. （欠番・かつては金浦平沢線）
89. 秋田県道289号上郷仁賀保線
90. 秋田県道290号小出金浦線
91. 秋田県道291号大川端伏見線
92. （欠番、かつては笹子矢島線、県道70号に番号替えして改名、主要地方道化）
93. 秋田県道293号西滝沢館線
94. 秋田県道294号仙ノ台桧山線
95. （欠番・かつては野石箱井線、県道47号へ再編）
96. 秋田県道296号院内孫七山線
97. （欠番・かつては八竜大潟若美線、県道42号に再編）
98. 秋田県道298号道村大川線
99. （欠番・かつては野石鹿渡線、県道47号を経て県道54号に再編）
100. （欠番）

### 301 - 399
1. （欠番・かつては椿川新屋線、県道65号に再編）
2. （欠番・かつては横山広面線、県道41号に再編）
3. 秋田県道303号秋田昭和飯田川線
4. 秋田県道304号払戸琴川線
5. 秋田県道305号千畑大曲線
6. 秋田県道306号豊岡長野線
7. 秋田県道307号稲庭高松線
8. 秋田県道308号河辺阿仁線
9. 秋田県道309号比内森吉線（通称『くまげらエコーライン』、冬期閉鎖）
10. 秋田県道310号秋ノ宮小安温泉線（通称『こまち湯ったりロード』）
11. 秋田県道311号羽後雄勝線
12. 秋田県道312号長岡冬師城内線
13. 秋田県道313号雪沢十和田毛馬内線
14. 秋田県道314号濁川上岩川線
15. 秋田県道315号西仙北南外線
16. 秋田県道316号唐松宇津野線
17. 秋田県道317号西目屋二ツ井線（青森県道と共通。冬期閉鎖区間あり）
18. 秋田県道318号八幡平公園線（通称『八幡平樹海ライン』、岩手県道と共通）
19. 秋田県道319号雄和協和線
20. 秋田県道320号南郷黒沢線
21. 秋田県道321号上桧木内玉川線（冬期閉鎖）
22. 秋田県道322号きみまち阪公園素波里湖線
23. 秋田県道323号小安温泉椿川線
24. 秋田県道324号大館能代空港東線（旧・あきた北空港東線）
25. 秋田県道325号大館能代空港西線（日本海沿岸東北自動車道鷹巣西道路事業中。旧・あきた北空港西線）
26. 秋田県道326号秋田空港東線

327-399.（欠番）
1. 秋田県道401号雄和仁別自転車道線
2. 秋田県道402号秋田河辺雄和自転車道線
3. 秋田県道403号秋田男鹿自転車道線